# Metoda ćakrawala
Metoda ćakrawala (चक्रवाल विधि) – algorytm pozwalający rozwiązywać nieoznaczone równania kwadratowe, w tym równanie Pella. Przypisywana jest zazwyczaj Bhaskarze II (ok. 1114–1185), choć niektórzy przypisują ją Dźajadewie (ok. 950–1000). Jayadeva odkrył, że metoda Brahmagupty rozwiązywania tego typu równań może być uogólniona, a następnie opisał ogólny proces, który został dopracowany przez Bhaskarę II w pracy Bidźaganita. Algorytm został nazwany metodą ćakrawala od słowa ćakra, oznaczającego koło w sanskrycie, co odnosi się do jego cyklicznej natury. E.O. Selenius stwierdził, że żadne z ówczesnych, ani późniejszych dokonań matematyki europejskiej nie dorównuje potędze matematycznej złożoności metody Bhaskary.
Metoda znana jest także jako metoda cykliczna i zawiera ślady indukcji matematycznej.

## Historia
Brahmagupta w 628 r. n.e. badał nieoznaczone równania kwadratowe, w tym równanie Pella
{\displaystyle x^{2}=Ny^{2}+1,}
dla całkowitych wartości {\displaystyle x} i {\displaystyle y.} Brahmagupta potrafił rozwiązać je dla wielu, choć nie wszystkich wartości {\displaystyle N.}
Dźajadewa (IX wiek) i Bhaskara (XII wiek) zaproponowali pierwsze pełne rozwiązanie powyższego równania, używając metody ćakrawala do rozwiązania przypadku {\displaystyle N=61{:}}
{\displaystyle x=1\,766\,319\,049} i {\displaystyle y=226\,153\,980.}
Równanie to zostało po raz pierwszy rozwiązane w Europie przez Williama Brounckera w latach 1657–1658 w odpowiedzi na wyzwanie rzucone przez Fermata. W całości metoda została po raz pierwszy opisana przez Lagrange’a w 1766. Metoda Lagrange’a wymagała obliczania dwudziestu jeden kolejnych rozwinięć ułamka łańcuchowego pierwiastka z 61, podczas gdy metoda ćakrawala jest znacznie prostsza. Selenius, ocenia metodę ćakrawala, mówiąc:
„Metoda ta jest najkrótszym i najlepiej przybliżającym algorytmem, który, dzięki swoim właściwościom, przy minimalnym wysiłku i bez potrzeby obliczania dużych liczb, podaje najlepsze rozwiązanie równania. Metoda ćakrawala wyprzedziła metody europejskie o ponad tysiąc lat. Żadne europejskie osiągnięcie na polu algebry w czasach późniejszych niż czasy Bhaskary nie może się równać cudownej złożoności i pomysłowości tej metody”.
Hermann Hankel nazywa metodę ćakrawala
„najdoskonalszym wynikiem w teorii liczb przez Lagrangem”.

## Opis metody
Metoda ćakrawala pozwala rozwiązywać równanie Pella dzięki użyciu tożsamości Brahmagupty:
{\displaystyle (x_{1}^{2}-Ny_{1}^{2})(x_{2}^{2}-Ny_{2}^{2})=(x_{1}x_{2}+Ny_{1}y_{2})^{2}-N(x_{1}y_{2}+x_{2}y_{1})^{2}.}
Pozwala to „łączyć” (samāsa) dwie trójki {\displaystyle (x_{1},y_{1},k_{1})} i {\displaystyle (x_{2},y_{2},k_{2})} będące rozwiązaniami równania
{\displaystyle x^{2}-Ny^{2}=k,}
aby wygenerować nową trójkę:
{\displaystyle (x_{1}x_{2}+Ny_{1}y_{2},x_{1}y_{2}+x_{2}y_{1},k_{1}k_{2}).}
W metodzie ogólnej łączy się dowolną trójkę {\displaystyle (a,b,k)} będącą znanym rozwiązaniem {\displaystyle a^{2}-Nb^{2}=k} z trójką trywialną {\displaystyle (m,1,m^{2}-N)} uzyskując nową trójkę {\displaystyle (am+Nb,a+bm,k(m^{2}-N))} z parametrem {\displaystyle m.} Równanie z nowo uzyskaną trójką dzieli się przez {\displaystyle k^{2}} (przekształcenie to nosi nazwę lematu Bhaskary):
{\displaystyle a^{2}-Nb^{2}=k\Rightarrow \left({\frac {am+Nb}{k}}\right)^{2}-N\left({\frac {a+bm}{k}}\right)^{2}={\frac {m^{2}-N}{k}},}
lub, ponieważ znaki wyrażeń wewnątrz nawiasów nie grają roli,
{\displaystyle \left({\frac {am+Nb}{|k|}}\right)^{2}-N\left({\frac {a+bm}{|k|}}\right)^{2}={\frac {m^{2}-N}{k}}.}
Otrzymana nowa trójka liczb niekoniecznie jest całkowita. Jeśli jednak wystartowaliśmy od względnie pierwszych {\displaystyle a} i {\displaystyle b} (tj. takich, że {\displaystyle NWD(a,b)=1}) i wybierzemy całkowite {\displaystyle m} tak, aby {\displaystyle {\frac {a+bm}{k}}} było całkowite, to wtedy pozostałe dwa wyrażenia {\displaystyle {\frac {am+Nb}{k}}} i {\displaystyle {\frac {m^{2}-N}{k}}} także będą całkowite.
Ze wszystkich odpowiadających {\displaystyle m} wybiera się takie, aby wartość bezwzględna {\displaystyle m^{2}-N} była najmniejsza. Wtedy trójkę {\displaystyle (a,b,k)} zastępuje się nową trójką uzyskaną z tego równania i cały proces zaczyna się od nowa, aż do momentu uzyskania trójki, dla której {\displaystyle k=1.} Lagrange w 1768 roku udowodnił, że taki algorytm zawsze się zakończy. Brahmagupta znalazł również rozwiązania w przypadkach, gdy {\displaystyle k} wynosi ±1, ±2, or ±4, na których można zakończyć algorytm.

## Przykłady
Znajdźmy w liczbach całkowitych rozwiązanie równania
{\displaystyle x^{2}-7y^{2}=1.}
W pierwszym kroku znajdujemy znaną trójkę {\displaystyle (a,b,k)} spełniającą równanie {\displaystyle a^{2}-7b^{2}=k.} Zauważmy, że
{\displaystyle 2^{2}-7\cdot 1^{2}=-3.}
Trójkę (2, 1, -3) łączymy z trójką trywialną, uzyskując:
{\displaystyle \left({\frac {2m_{1}+7}{3}}\right)^{2}-7\cdot \left({\frac {2+m_{1}}{3}}\right)^{2}=-{\frac {m_{1}^{2}-7}{3}}.}
Wybierając {\displaystyle m_{1}=1} uzyskujemy trójkę {\displaystyle (3,1,2).} Powtarzając algorytm otrzymujemy kolejne równanie:
{\displaystyle \left({\frac {3m_{2}+7}{2}}\right)^{2}-7\cdot \left({\frac {3+m_{2}}{2}}\right)^{2}={\frac {m_{2}^{2}-7}{2}}.}
Wybierając {\displaystyle m_{2}=3} ostatecznie otrzymujemy trójkę {\displaystyle (8,3,1),} co oznacza, że
{\displaystyle 8^{2}-7\cdot 3^{2}=1.}

### Przypadekn=61{\displaystyle n=61}
Znalezienie rozwiązań całkowitych równania
{\displaystyle a^{2}-61b^{2}=1,}
ustanowione przez Fermata jako wyzwanie, zostało podane przez Bhaksarę jako przykład.
Rozpoczynamy od znalezienia rozwiązania równania
{\displaystyle a^{2}-61b^{2}=k.}
Przyjmując {\displaystyle b} równe 1, uzyskujemy trójkę {\displaystyle (8,1,3).} Łącząc ją z trójką trywialną {\displaystyle (m,1,m^{2}-61),} otrzymujemy {\displaystyle (8m+61,8+m,3(m^{2}-61)),} która z lematu Bhaskary przekształcana jest do postaci:
{\displaystyle \left({\frac {8m+61}{3}},{\frac {8+m}{3}},{\frac {m^{2}-61}{3}}\right).}
Aby 3 dzieliło {\displaystyle 8+m} i {\displaystyle m^{2}-61} było najmniejsze, wybieramy {\displaystyle m=7,} uzyskując trójkę {\displaystyle (39,5,-4).} Ponieważ {\displaystyle k=-4,} możemy użyć pomysłu Brahmagupty, dzieląc uzyskaną trójkę przez {\displaystyle -4,} sprowadzając ją do postaci {\displaystyle \left({\tfrac {39}{2}},\ {\tfrac {5}{2}},\ -1\right),} która po połączeniu dwa razy z sobą samą daje {\displaystyle \left({\tfrac {1523}{2}},\ {\tfrac {195}{2}},\ 1\right),} a następnie {\displaystyle (29\,718,\ 3805,\ -1).}
W końcu łączy się dwie kopie trójki {\displaystyle (29\,718,\ 3805,\ -1),} otrzymując {\displaystyle (1\,766\,319\,049,\ 226\,153\,980,\ 1).} Jest to najmniejsze rozwiązanie całkowite.

### Przypadekn=67{\displaystyle n=67}
Przypuśćmy, że chcielibyśmy rozwiązać równanie
{\displaystyle x^{2}-67y^{2}=1}
dla {\displaystyle x} i {\displaystyle y}.
Rozpoczynamy od pewnego rozwiązania równania
{\displaystyle a^{2}-67b^{2}=k.}
Możemy przyjąć {\displaystyle b=1,} otrzymując
{\displaystyle 8^{2}-67\cdot 1^{2}=-3.}
W każdym kroku algorytmu znajdziemy {\displaystyle m>0} takie, że {\displaystyle k} dzieli {\displaystyle a+bm} i {\displaystyle |m^{2}-N|} jest najmniejsze, a następnie zastąpimy trójkę {\displaystyle (a,b,k)} przez trójkę
{\displaystyle {\frac {am+Nb}{|k|}},{\frac {a+bm}{|k|}},{\frac {m^{2}-N}{k}}.}
W pierwszej iteracji otrzymujemy {\displaystyle (a_{1},b_{1},k_{1})=(8,1,-3).} Chcemy znaleźć dodatnie {\displaystyle m} takie, że {\displaystyle k_{1}} dzieli {\displaystyle a_{1}+mb_{1},} tj. 3 dzieli {\displaystyle 8+m,} i {\displaystyle |m^{2}-67|} jest minimalne. Pierwszy warunek mówi, że {\displaystyle m} jest postaci {\displaystyle 3t+1} (np. 1, 4, 7, 10,... itd.), a najmniejsza wartość wyrażenia zachodzi dla {\displaystyle m=7.} Z trójki {\displaystyle (a_{1},b_{1},k_{1})} otrzymujemy nową:
{\displaystyle a_{2}={\frac {(8\cdot 7+67\cdot 1)}{3}}=41,b_{2}={\frac {(8+1\cdot 7)}{3}}=5,k_{2}={\frac {(7^{2}-67)}{(-3)}}=6.}
Otrzymujemy więc nowe rozwiązanie:
{\displaystyle 41^{2}-67\cdot (5)^{2}=6.}
Pierwsza część cyklicznego algorytmu jest zakończona.
Druga iteracja
Teraz powtarzamy proces: mamy {\displaystyle a_{2}=41,b_{2}=5,k_{2}=6.}
Chcemy znaleźć takie {\displaystyle m>0,} że {\displaystyle k_{2}} dzieli {\displaystyle a_{2}+mb_{2},} tzn. 6 dzieli {\displaystyle 41+5m,} i {\displaystyle |m^{2}-67|} jest minimalne. Pierwszy warunek mówi nam, że {\displaystyle m} jest postaci {\displaystyle 6t+5} (np. 5, 11, 17,...), a wartość {\displaystyle |m^{2}-67|} jest najmniejsza dla {\displaystyle m=5.} W podobny sposób jak poprzednio otrzymujemy nowe rozwiązanie {\displaystyle (a_{3},b_{3},k_{3})=(90,11,-7)} równania:
{\displaystyle 90^{2}-67\cdot 11^{2}=-7.}
Trzecia iteracja
Aby 7 dzieliło {\displaystyle 90+11m,} musi zachodzić {\displaystyle m=2+7t(m=2,9,16,\dots ),} a z takich {\displaystyle m,} wybieramy {\displaystyle m=9,} otrzymując kolejną trójkę {\displaystyle (a_{4},b_{4},k_{4})=(221,27,-2)} spełniającą równanie
{\displaystyle 221^{2}-67\cdot 27^{2}=-2.}
Rozwiązanie końcowe
Moglibyśmy powtarzać metodę cykliczną (która zakończyłaby się po siedmiu iteracjach), ale ponieważ prawa strona równania jest równa jednej z liczb ±1, ±2, ±4, możemy użyć obserwacji Brahmagupty: łącząc trójkę {\displaystyle (221,27,-2)} z sobą samą, otrzymujemy
{\displaystyle \left({\frac {221^{2}+67\cdot 27^{2}}{2}}\right)^{2}-67\cdot (221\cdot 27)^{2}=1,}
czyli rozwiązanie w liczbach całkowitych równania:
{\displaystyle 48\,842^{2}-67\cdot 5967^{2}=1.}
Dzięki niemu otrzymujemy również przybliżenie
{\displaystyle {\sqrt {67}}\approx {\frac {48\,842}{5967}},}
z dokładnością rzędu ok. {\displaystyle 2\times 10^{-9}.}